# Petelea
Petelea (Hongaars: Petele, Duits: Birk) is een comună in het district Mureș, Transsylvanië, Roemenië. Het is opgebouwd uit twee dorpen, namelijk:
- Habic
- Petelea

De gemeente ligt op de taalgrens met het Hongaarstalige Szeklerland dat ten zuiden van het dorp Petelea begint.

## Demografie
In 2002 telde de comună zo'n 2.780 inwoners, in 2007 waren dit er al 2.924. Dat is een stijging met 144 inwoners (+5,4%) in vijf jaar tijd. Volgens de volkstelling van 2002 telde Petelea zo'n 2.780 inwoners waarvan 1.680 (60,4%) Roemenen, 944 (34,0%) Roma, 119 (4,3%) Hongaren en 36 (1,3%) Duitsers.

## Trivia
De Hongaarse naam van het dorp Habic, namelijk Hétbükk, betekent 'Zeven Beuken'.